# Jerzy Blaszyński
Jerzy Blaszyński (ur. 19 sierpnia 1928 w Radomiu, zm. 19 maja 2022) – polski operator dźwięku.
Po studiach z zakresu elektroniki i telekomunikacji na Politechnice Wrocławskiej pracował w latach 1952–1970 w Wytwórni Filmów Fabularnych w Łodzi na stanowisku kierownika Wydziału Techniki Dźwięku i Montażu; zainicjował budowę osobnego budynku dla tego wydziału.
Był jednym z założycieli Stowarzyszenia Filmowców Polskich, był członkiem Polskiej Akademii Filmowej.

## Filmografia
jako operator dźwięku:

- Dziś w nocy umrze miasto (1961)
- Zazdrość i medycyna (1973)
- Noce i dnie (1975)
- Śmierć prezydenta (1977)
- Sprawa Gorgonowej (1977)
- Noce i dnie (1977) – serial
- Do krwi ostatniej... (1978)
- Biały mazur (1978)
- Rodzina Leśniewskich (1978) – serial
- Lekcja martwego języka (1979)
- Rodzina Leśniewskich (1980)
- Pałac (1980)
- Królowa Bona (1980) – serial
- Pensja Pani Latter (1982)
- Epitafium dla Barbary Radziwiłłówny (1982)
- Austeria (1982)
- Akademia Pana Kleksa (1983)
- Miłość z listy przebojów (1984)
- Podróże Pana Kleksa (1985)
- ESD (1986)
- Sonata marymoncka (1987)
- Łabędzi śpiew (1988)
- Jeniec Europy (1989)
- Co lubią tygrysy (1989)
- Janka (1989) – serial
- Pożegnanie jesieni (1990)

## Nagrody
- 1977 – Nagroda za dźwięk w filmie Śmierć prezydenta na Festiwalu Polskich Filmów Fabularnych w Gdańsku;
- 1980 – Nagroda za dźwięk w filmie Pałac na Festiwalu Polskich Filmów Fabularnych w Gdańsku;
- 1984 – Nagroda za dźwięk w filmie Akademia Pana Kleksa na Festiwalu Polskich Filmów Fabularnych w Gdańsku;
- 2011 – Nagroda Stowarzyszenia Filmowców Polskich za całokształt osiągnięć artystycznych[3].

Pochowany został na cmentarzu pw. św. Rocha na Radogoszczu (przy ul. Zgierskiej 145) w Łodzi.